# Musée des Enfants du château de la Hille
Le musée des Enfants du château de la Hille, est un lieu de mémoire rappelant les enfants juifs réfugiés entre 1941 et 1945 à Montégut-Plantaurel (Ariège) dans le but d'échapper à la traque des nazis,. Le musée, créé par la commune de Montégut-Plantaurel et inauguré le 23 juin 2007, se trouve au village dans les locaux de la médiathèque intercommunale et non au château, celui-ci étant à environ 1,5 km au nord-ouest en direction du village voisin de Pailhès.

## Histoire
En novembre 1938, après la nuit de Cristal, la Belgique accueille des centaines d'enfants juifs allemands et autrichiens. Une centaine d'enfants sont hébergés dans deux maisons d'enfants à Bruxelles. Avec l'invasion de la Belgique par les nazis en mai 1940, environ une centaine d'enfants dont l'âge varie de 5 à 16 ans sont transférés en France. Ils arrivent à Seyre près de Nailloux (Haute-Garonne) et sont logés dans une grange, propriété du château de Seyre. Il n'y a ni lit, ni meuble, et il y a peu de nourriture. L'hiver 1940 est particulièrement rude. Le Secours suisse aux enfants composante de la Croix-Rouge suisse, organise des secours. Au printemps 1941, il aide au transfert au château de la Hille près de Pamiers dans l'Ariège. L'endroit est en mauvais état, mais les garçons plus âgés aident à creuser des puits à eau et établir des latrines.
À l'été 1941, l'organisation liée aux quakers, « American Friends Service Committee », aide vingt enfants parmi les plus jeunes à immigrer aux États-Unis et deux autres reçoivent des visas par l'intermédiaire de leur famille aux États-Unis.
Le 26 août 1942, la gendarmerie, suivant les ordres des nazis, arrête tous les garçons et filles âgés de plus de 15 ans, au nombre de quarante. Ils sont internés au camp du Vernet, au nord de Pamiers. La majorité des détenus du camp sont déportés à Auschwitz. Les quarante enfants sont sauvés par la directrice suisse de La Hille, Rösli Näf, une célibataire d'une trentaine d'années, ayant travaillé auparavant avec Albert Schweitzer à Lambaréné au Gabon, et par Maurice Dubois, le directeur du « Secours suisse aux enfants », qui se rendent à Vichy. L’ambassade de Suisse (l'ambassadeur à Vichy est Walter Stucki) intervient auprès de Pierre Laval. Maurice Dubois menace de fermer toutes les maisons d'enfants de la zone libre ou dans la toute France, dans un entretien avec un adjoint de René Bousquet, le secrétaire général de la police du régime de Vichy,, si les enfants arrêtés ne sont pas libérés. Bousquet formule une réponse favorable le lendemain : la libération est obtenue.
Les enfants reviennent à La Hille le 2 septembre 1942. Rösli Näf organise immédiatement leur sauvetage, avec le passage en Espagne et en Suisse,,, pour les plus âgés. Le sauvetage vers la Suisse d'une vingtaine d'enfants est une initiative personnelle de Rösli Näf : les autorités de la Croix-Rouge suisse, n'ayant pas été consultées, exigent sa démission,,,. D'autres se réfugient dans des fermes de la région. Une douzaine s'engagent dans la Résistance. L’un d'entre-eux, Egon Berlin, âgé de 16 ans, meurt au combat, près de Roquefixade (Ariège) : il est enterré dans le cimetière de Pamiers. Une douzaine sont arrêtés à la suite de leur fuite de La Hille, puis sont déportés à Auschwitz où ils meurent.
La colonie ferme fin 1945.
Sur la centaine d'enfants, environ quatre-vingt-dix survivent à la guerre,.
Le 15 septembre 2000, un mémorial, pour les enfants de La Hille est inauguré,.
Maurice Dubois,  et Rösli Näf, sont reconnus comme Justes parmi les nations par Yad Vashem.

## Hommage
Une stèle est présente près du château de la Hille.

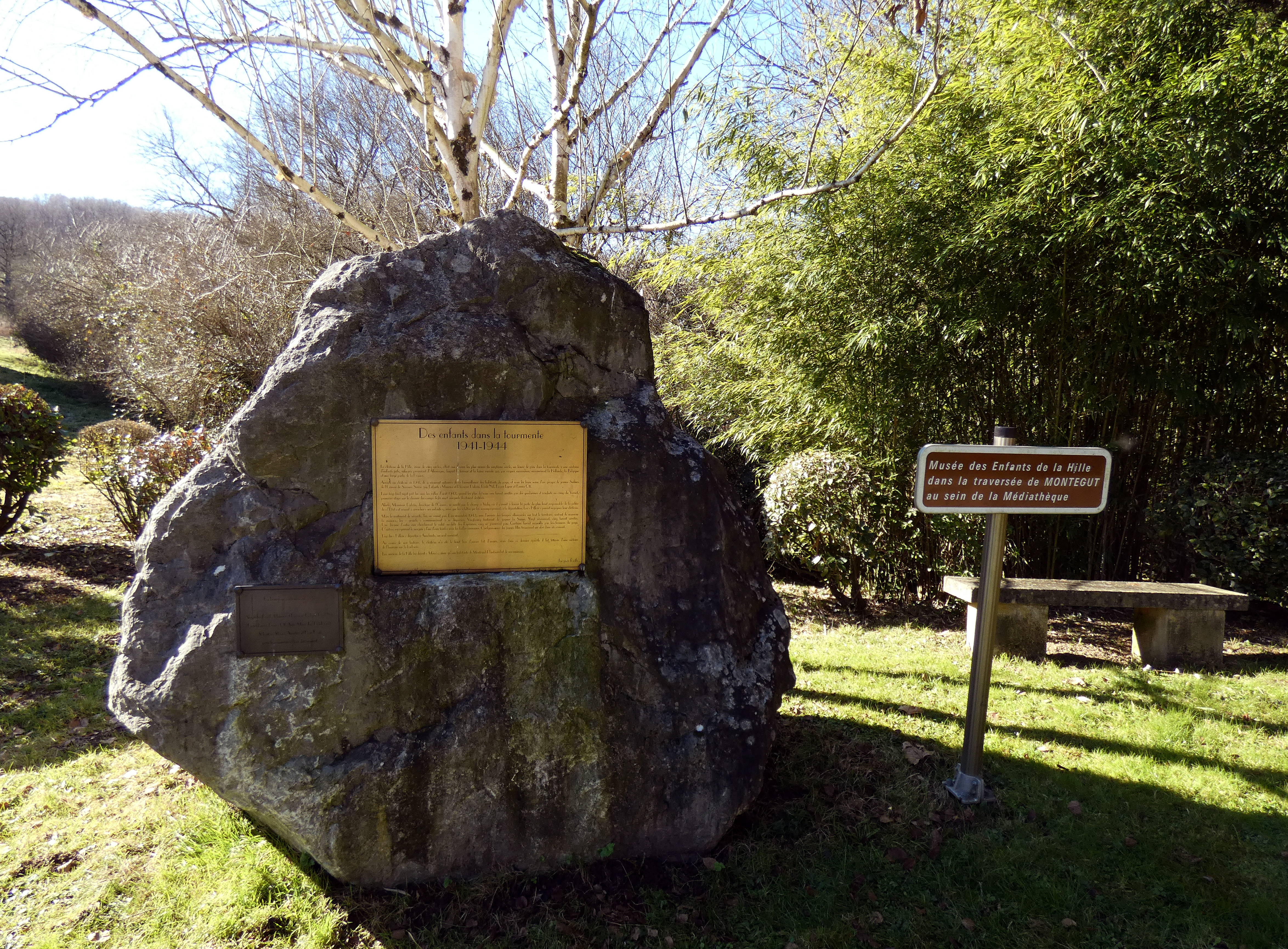
Stèle en hommage aux enfants du château de la Hille (Ariège)
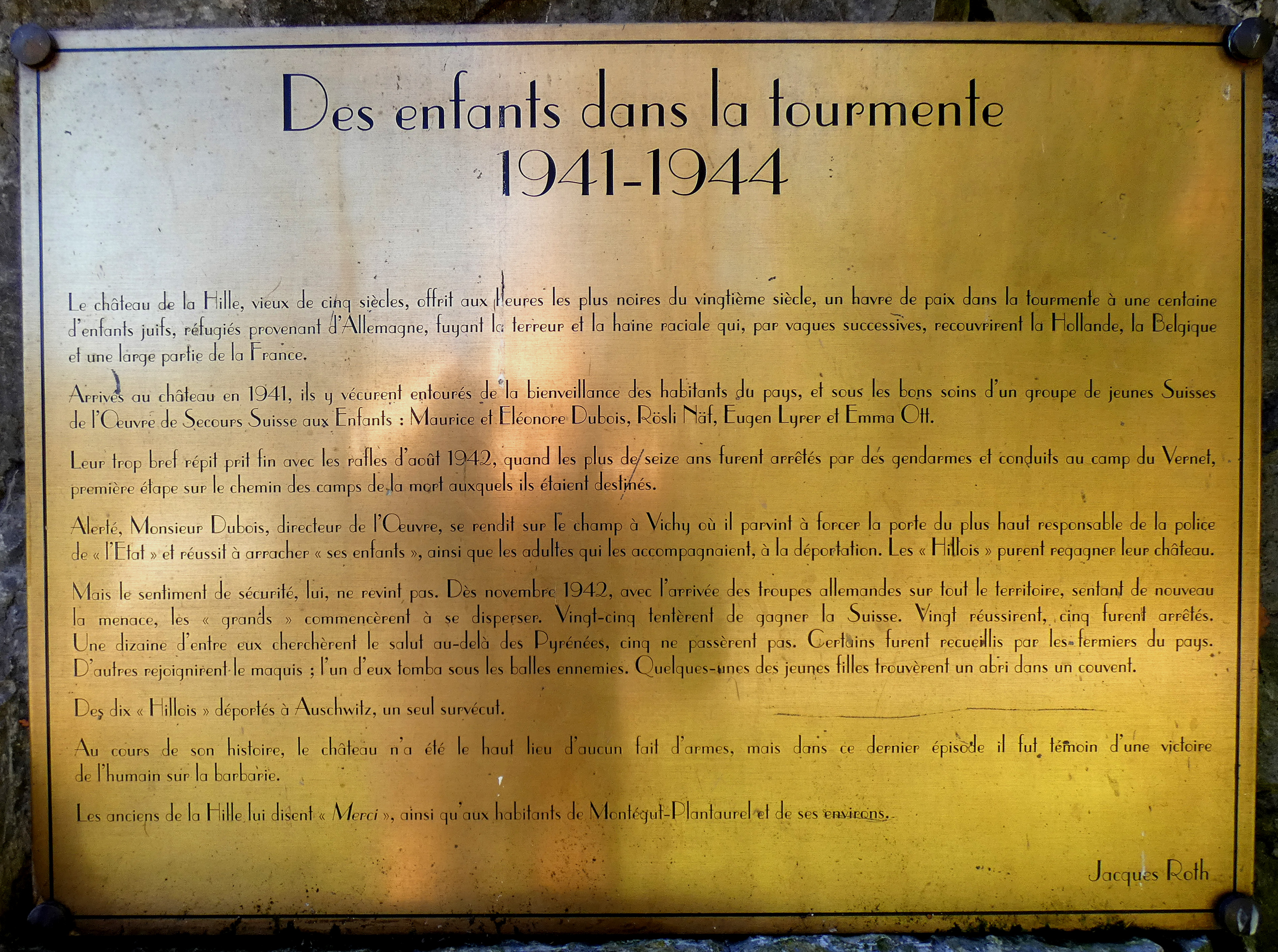
Texte Stèle des enfants du château de la Hille (Ariège)